# سیارک ۳۲۳
سیارک ۳۲۳ (به انگلیسی: 323 Brucia) سیصد و بیست و سومین سیارک کشف شده‌است که در ۲۲ دسامبر ۱۸۹۱ و در هایدلبرگ کشف شد.
قدر مطلق سیارک برابر ۹٫۷۳ است.